# Stazione di San Pietro (Carlazzo)
La stazione di San Pietro era una fermata posta lungo la Menaggio-Porlezza, attiva fra il 1884 e il 1939, a servizio di San Pietro Sovera, frazione di Carlazzo.

## Storia
La fermata, aperta nel 1884 insieme alla linea, vide il servizio ferroviario definitivamente sospeso il 31 ottobre 1939. Il decreto di soppressione definitiva fu emanato solo il 29 novembre 1966.
Il fabbricato viaggiatori venne in seguito adibito ad abitazione privata.